# Осада Марабастада
Осада форта Марабастад (англ. Siege of Marabastad) — одно из сражений в ходе Первой англо-бурской войны, длившееся с 11 января по 2 апреля 1881 года. Закончилось капитуляцией британского гарнизона.

## Перед осадой
В начале 1880 года британские силы в Трансваале решили построить форт, ввиду удалённости города от других британских фортов в Южной Африке (266 км от Претории). В районе Заутпансберг и в самом городе проживало 300—400 тыс. Аборигенов, не считая 175 тыс. в Варенберге. Для контроля такого большого туземного населения требовался форт. В феврале 1880 в Марабастад прибыли два отряда 94-го полка под командованием капитана Кемпбелла, это были первые британские войска, достигнувшие этой части Южной Африки. Форт был построен за три месяца.
29 ноября капитан Кэмпбелл получил приказ отправляться в Преторию и покинул город с отрядом в 60 человек, оставив там роту примерно из 60 человек. Командование он передал капитану Бруксу, также в гарнизоне остались лейтенант Джонс и хирург Хардинг.
После поражения британской колонны у Бронкхорстспрёйта лейтенант Джонс получил приказ готовить форт к осаде. Капитан Брукс немедля приступил к подготовке. К гарнизону присоединился отряд из 50 туземцев под командованием капитана Томпсона и лейтенанта Гленистона, отряд прошёл 40 миль от Вуд-буш.
В декабре британцы окопали форт траншеей в 25 кв. ярдов, заготовили пищу и патроны, получили кукурузу у туземцев.

## Ход осады
В январе буры подошли к Марабастаду и разбили два лагеря — один у реки Спрёйт, а другой у фермы Бота. 11 января комендант буров Баренд Форстер потребовал от британского командира Брукса прекратить завозить в город кукурузу, тем самым начав осаду. 19 января британцы выслали патруль из 15 бойцов трансваальской конной полиции под командованием Томпсона и десяти добровольцев для разведки лагеря буров к Спрёйта. Однако их неожиданно атаковал и разбил больший по численности отряд буров, погиб один полицейский и двое были ранены, у добровольцев двое получили ранения. У буров также было ранено несколько человек. Отряд тотчас отступил в форт но двое полицейских попали в плен. После боя Форстер предложил Бруку капитулировать, но также сообщил ему, что не будет атаковать, если последний не будет высылать разведчиков. Несмотря на эти уверения, патрули буров близко подходили к британскому форту. Буры внимательно следили за фортом, который не был сдан до конца войны в апреле.